# Marcelle Dambremont
Marcelle Dambremont, née Marcelle Vermeulen, est une comédienne et metteuse en scène belge, née en 1919 à Londres et morte le 12 février 2011 en Thaïlande.

## Biographie
En 1936, à l'âge de 17 ans, Marcelle Dambremont joue dans deux films d'Émile-Georges De Meyst (la comédie Ça viendra, puis un rôle principal dans l'adaptation d'après Camille Lemonnier Le Mort).
Avant la Seconde Guerre mondiale, Marcelle Dambremont intègre la compagnie théâtrale Marcel Josz. Avec son époux Jean-Pierre Rey, elle est l'animatrice artistique du Théâtre des Galeries. Elle y devient metteuse en scène en signant une centaine de réalisations,,. Elle y dirige également un cours ; le comédien Robert Roanne a été l'un de ses élèves.
Marcelle Dambremont prend sa retraite en 1991 et meurt vingt ans plus tard en Thaïlande où la comédienne vivait depuis plusieurs années.

## Distinctions
- Ève du théâtre de la mise en scène en 1958 pour la mise en scène de Sainte Jeanne de George Bernard Shaw[7].

## Publication
- Les Punaises, éditions THA, 2017  (ISBN 9782912695093). Un roman ayant pour grand héros le théâtre à travers l'existence compliquée d'une troupe de comédiens.